# CMP-N-acétylneuraminate monooxygénase
La CMP-N-acétylneuraminate monooxygénase est une oxydoréductase qui catalyse la réaction :
CMP-N-acétylneuraminate + 2 ferrocytochrome b5 + O2 + 2 H+ → CMP-N-glycolylneuraminate + 2 ferricytochrome b5 + H2O.
Cette enzyme contient un centre fer-soufre de type [2Fe-2S] ainsi qu'un cation de fer Fe2+/Fe3+ comme groupes prosthétiques. Le ferricytochrome b5 produit par cette réaction est ensuite réduit par le NADH sous l'action de la cytochrome b5 réductase.